# Bureau européen des associations de bibliothèques, de l'information et de la documentation
 (avril 2017).
EBLIDA (European Bureau of Library, Information and Documentation Associations ou Bureau européen des associations de bibliothèques, de l'information et de la documentation) est une fédération indépendante et européenne rassemblant des associations nationales de bibliothèques, de service de documentation, d'archives et des établissements. Elle siège à La Haye.
Elle a pour mission principale d'aider, par son action dans les instances de l'Union Européenne, tous les services de bibliothèques, d’archives et d’information européens à assurer aux citoyens un accès libre et égal à l’information. Elle représente également ces services à l'échelle internationale, notamment à l'International Federation of Library Associations.

## Historique
EBLIDA a été créée en juin 1992. Les premières directives européennes concernant les bibliothèques sont parues dès 1988 (droit d'auteur), sans qu'aucune organisation représentant les professionnels ne participe aux débats. La création d'EBLIDA a alors été décidée pour permettre d'assurer une représentation des professionnels des bibliothèques, de la documentation et des archives dans toutes les instances de l'Union Européenne.

## Objectifs
EBLIDA possède 3 objectifs principaux : 
- représenter et promouvoir les intérêts des professionnels de la documentation, de l'information, des bibliothèques et des archives.
- informer au sein de l’Union européenne sur les sujets, les projets et les événements de la documentation, de l'information, des bibliothèques et des archives.
- rassembler tous ses membres sur des thèmes communs, en encourageant la coopération et la communication. 

## Activités
EBLIDA travaille principalement sur les droits d’auteur et les droits voisins, la diffusion de l’information publique, la société de l’information et les livres numériques.
EBLIDA publie chaque année un rapport annuel (en anglais) disponible sur son site officiel.
Elle organise, en coopération avec NAPLE, une conférence annuelle se déroulant en mai autour de thématiques liées aux professionnels de l'information et de la documentation.

## Organisation
Président actuel : Ton van Vlimmeren (depuis 2018)
Directeur actuel : Giuseppe Vitiello (depuis 2019)

## Membres
37 pays de l’Union européenne y sont représentés (47 associations professionnelles et 64 établissements). Elle rassemble ainsi près de 70 000 bibliothèques et leurs employés. 
- Membres français : l’ABF, l’ADBU, la BnF, la BPI, l’université Paris Descartes[1], le réseau Carel[7].
- Membres belges : e.a. l’Association Belge de Documentation (ABD-BVD), la Vlaamse Vereniging voor Bibliotheek, Archief en Documentatie vzw (VVBAD).